# Wonderful (Madness)
Wonderful è un album discografico in studio del gruppo musicale ska/pop britannico Madness, pubblicato nel 1999. Si tratta del primo album con la line-up originale dal 1984.

## Tracce
1. Lovestruck(Thompson / Barson)
2. Johnny the Horse (Smyth)
3. The Communicator (McPherson / Smyth)
4. 4 am (McPherson / Barson)
5. The Wizard (Smyth)
6. Drip Fed Fred (Thompson / Barson)
7. Going to the Top (Barson)
8. Elysium (Thompson / D Woodgate)
9. Saturday Night Sunday Morning (McPherson)
10. If I Didn't Care (Jack Lawrence)
11. No Money (Thompson / D Woodgate / N Woodgate)

## Formazione
- Graham McPherson (Suggs) – voce
- Mike Barson - tastiere
- Cathal Smyth (Chas Smash) – cori, voce (traccia 3)
- Chris Foreman – chitarra
- Lee Thompson – sassofono, voce (traccia 6)
- Daniel Woodgate (Woody) - batteria
- Mark Bedford (Bedders) - basso